# David Hawkins
David Hawkins (Washington, Okrug Columbia, 28. listopada 1982.) američki je profesionalni košarkaš. Igra na poziciji niskog krila, a trenutačno je član talijanskog Montepashija iz Siene.

## Karijera
Hawkins je igrao na sveučilištu Temple. Postao je vođa momčadi nakon što je prethodno bio suspendiran zbog loših ocjena. U sezoni 2002./03. imenovam je u drugu momčad konferencije All-Atlantic 10, a u sezoni 2003./04. u prvu momčad All-Atlantic 10 konferencije. Nakon što nije izabran na NBA draftu 2004. od bilo koje NBA franšize, Hawkins odlazi u Europu i potpisuje za talijanski Sebastiani Rieti. Njegove dobre igre nisu ostale nezapažene, i u ožujku 2005. potpisuje za Lottomaticu Rim. Lottomatica je na kraju napravila sjajan uspjeh, jer je Hawkins sezonu završio s prosječno 17.1 poena po susretu. Sljedeće sezone je u ULEB Eurokupu postizao 18.5 poena, ali imao je i prosječno 2.9 ukradenih lopti po susretu. Za Lottomaticu je odigrao još dvije sezone i prosječno je u Euroligi postizao 13.6 i 10.9 poena po susretu. Nažalost, krajem sezone 2007./08. sportski direktor Lottomatice Dejan Bodiroga odlučio je neprodužiti njegov ugovor, a on je nakon toga odlučio prijeći u Olimpiju Milano. U sezoni 2008./09. prosječno je postizao 15.8 poena i 3.8 skokova po utakmici. 24. srpnja 2009., Hawkins je kao zamjena za Kaukenasa prešao u talijanskog prvaka Montepashija iz Siene. Potpisao je jednogodišnji ugovor, s mogućnošću produženja na još jednu.

## Vanjske poveznice
- Profil na Euroleague.net
- Profil  Arhivirana inačica izvorne stranice od 16. veljače 2021. (Wayback Machine) na Basketpedya.com